# Tofslunne
Tofslunne (Fratercula cirrhata) är en relativt vanlig medelstor pelagisk havsfågel inom familjen alkor som förekommer över hela norra Stilla havet. Den är en av tre arter som tillsammans utgör släktet lunnefåglar (Fratercula) och känns under häckningsperioden igen på sin stora rödaktiga näbb och sina gula tofsar på huvudet.

## Utseende
Tofslunnen mäter ungefär 35 centimeter, med ett ungefär lika långt vingspann och en vikt på ungefär 750 gram. Fåglarna i västra Stilla havet är något större än den östliga populationen och hanar tenderar att vara något större än honor. Dess fjäderdräkt är till största delen svart och de har, vilket är signifikant för lunnefåglarna, en mycket kraftig näbb. 
Artens mest distinkta drag är de gula tofsarna på huvudet, vilket också givit den dess trivialnamn, som framträder årligen på båda könen när sommarens häckningssäsong närmar sig. Under samma period blir fötterna klarröda och den anlägger ett stort kritvitt parti i ansiktet. Under häckningsperioden är dess näbb också som störst och till största delen rödaktig med gula partier och ibland lite grönt. 
Efter häckningen fäller den de yttre färggranna delarna av näbben och bär sedan en mindre färgstark orange näbb med en smalare gråsvart näbb bas. Utanför häckningsperioden är ansiktet nästan helsvart, tofsarna är bara rudimentära och fjäderdräkten och benen saknar lyster.

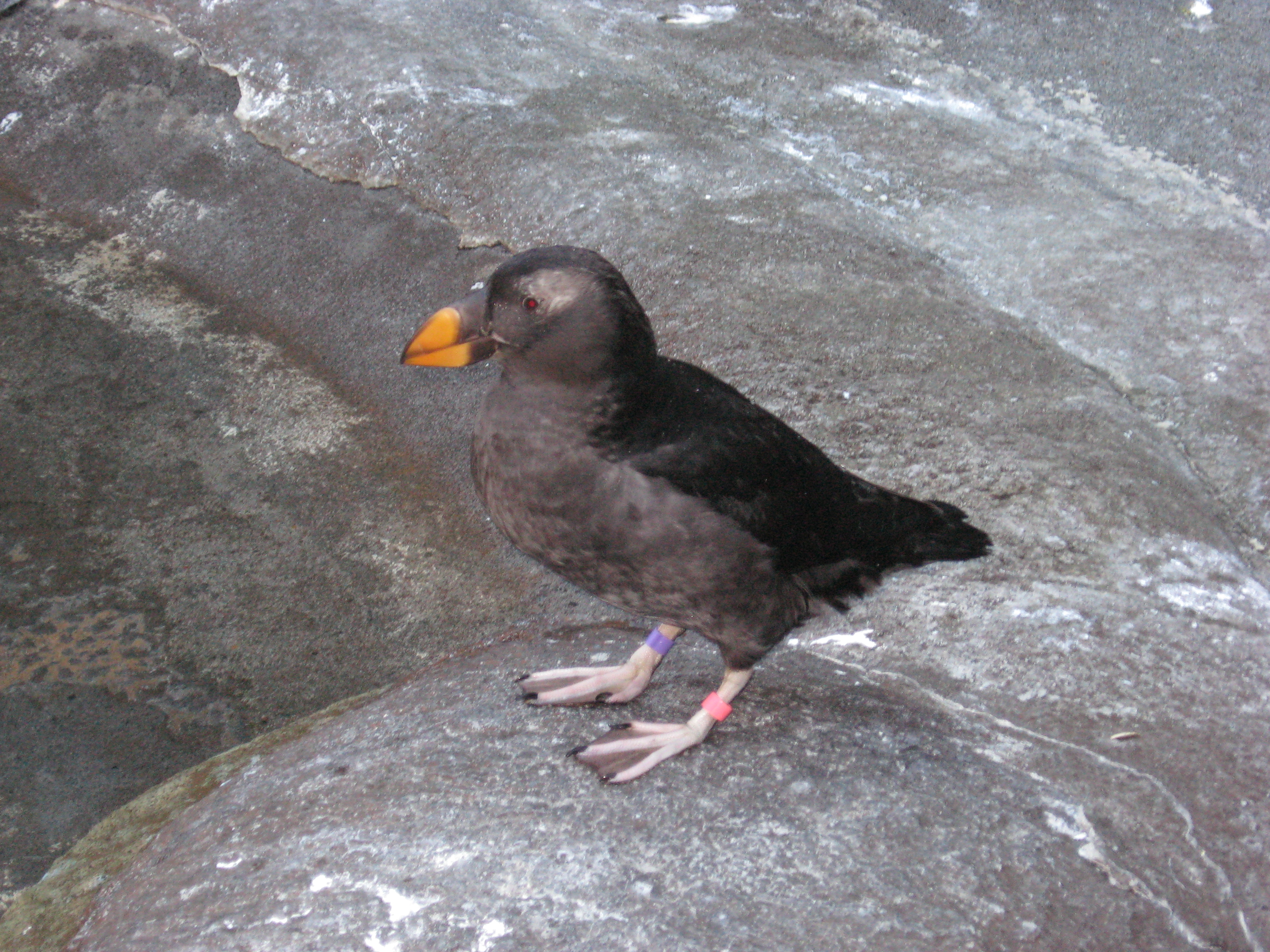
En cirka ettårig tofslunne fotograferad på Zoo.

Den juvenila tofslunnen påminner om den adulta i vinterdräkt men har gråbrunt bröst, ljus buk och en mindre näbb.
Likt andra alkor har den relativt korta och spetsiga vingar som är anpassade för dykning och simning under vatten för att fånga föda i stället för glidflygning, vilket de är oförmögna till. Som en följd av detta har de tjocka, mörka myoglobinrika bröstmuskler anpassade för en snabb aerobisk vingföring som trots allt gör att de kan flyga under längre perioder.

## Läten
Vid häckningskolonierna hörs ibland låga, grymtande eller klagande läten. Vintertid är fågeln generellt tystlåten.

## Utbredning
Tofslunnen bildar täta fågelkolonier under häckningsperioden från British Columbia, över sydöstra Alaska och Aleuterna, Kamtjatka, Kurillerna och över Ochotska havet. De delar vissa habitat med hornlunne (F. corniculata), men tofslunnens utbredningsområde ligger generellt längre söderut. Tidigare förekom kolonier så långt söderut som södra Kalifornien, men nu finns det bara kvar ett fåtal utspridda kolonier i norra Kalifornien.
Under vintersäsongen förekommer de nästan enbart ute till havs och utvidgar då sitt utbredningsområde över hela norra Stilla havet och söderut till Japan och Kalifornien.

### Uppträdande utanför utbredningsområdet
Tofslunnen är en mycket sällsynt gäst i Europa med endast tre fynd. Första fyndet gjordes 1 juni 1994 i Sverige, då en adult individ sågs förbiflygande vid Lagans mynning i Laholmsbukten, Halland. Den återsågs även en vecka senare. Det andra fyndet gjordes först 15 år senare när en individ tillfälligt uppehöll sig i naturreservatet Oare Marshes i Kent, England. 2019 fotograferades även ett exemplar på den arktiska norska ön Björnöya.
Det finns även en godkänd observation ifrån Hawaii.

## Systematik och taxonomi
Tofslunne beskrevs taxonomiskt första gången 1769 av den tyske zoologen Peter Simon Pallas under det vetenskapliga namnet Alca cirrhata. Numera placeras den i lunnefågelsläktet Fratercula men ibland även i det egna släktet Lunda. Släktnamnet Fratercula är latin och betyder 'liten broder' och dess artepitet cirrhata betyder 'med tofsar'. Trots att populationen i västra Stilla havet skiljer sig något i storlek i förhållande till den östliga populationen så delas den vanligtvis inte upp i några underarter.

## Ekologi

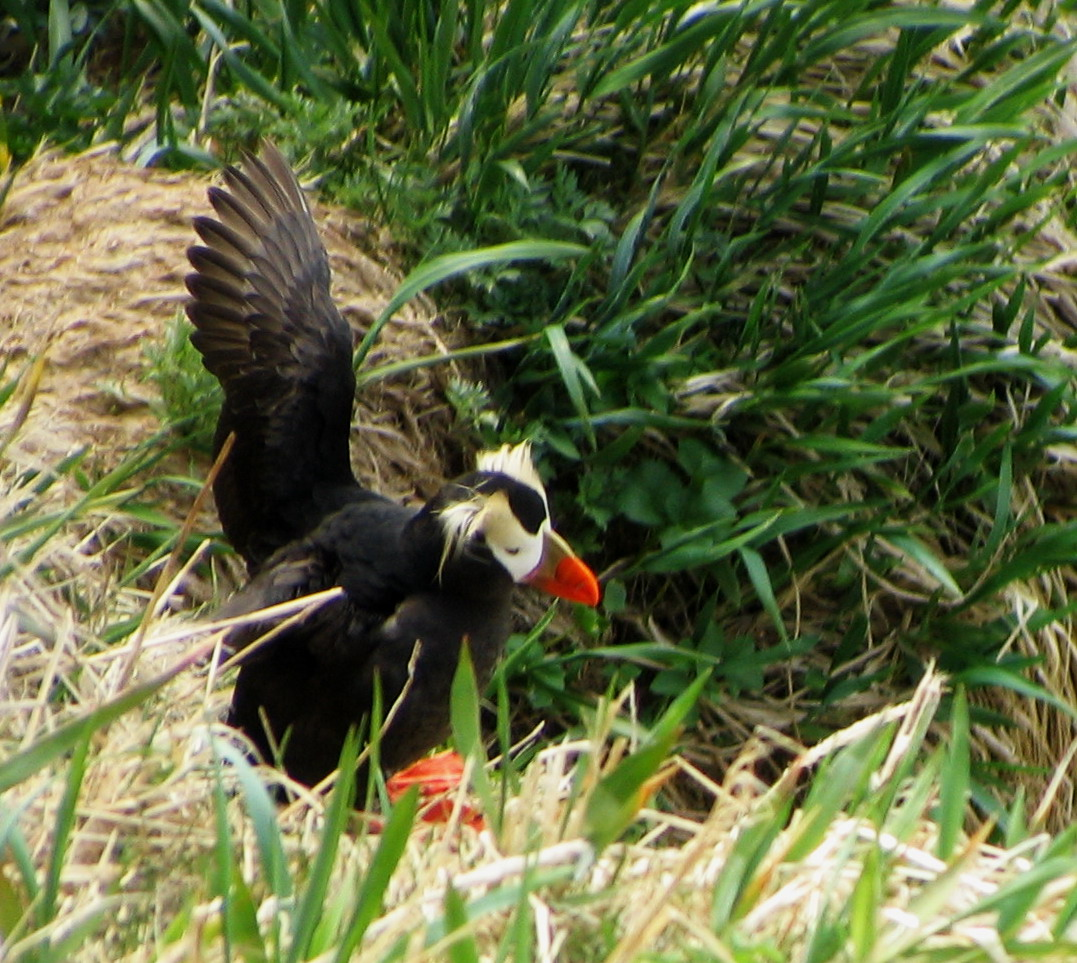
Tofslunne utanför bohålan på Kurilerna.

### Biotop och häckning
Tofslunnen väljer vanligtvis öar eller klippor som är relativt otillgängliga och isolerade, nära födorika vatten och tillräckligt höga så att de lätt kan ta till vingarna. Det ideala habitatet är stup med ett lagom mjukt jordlager med gräs för bygge av bohålor. De häckar i kolonier, ibland mycket talrika. Exempelvis bestod en enskild koloni utanför kusten av British Columbia av över 25 000 par vid en taxering. Boet är ofta en enkel bohåla grävd med näbb och fötter, men ibland används en skreva mellan två klippblock istället. Boet fodras väl med växtdelar och fjädrar. Under uppvaktningen riktar paret näbbarna upp i luften, de struttar omkring och de slår eller gnider även näbbarna emot varandra. Ett ägg läggs, oftast i juni, och ruvas av båda föräldrarna i ungefär 45 dygn. Ungarna lämnar sedan boet 40-55 dagar efter kläckningen.

### Föda

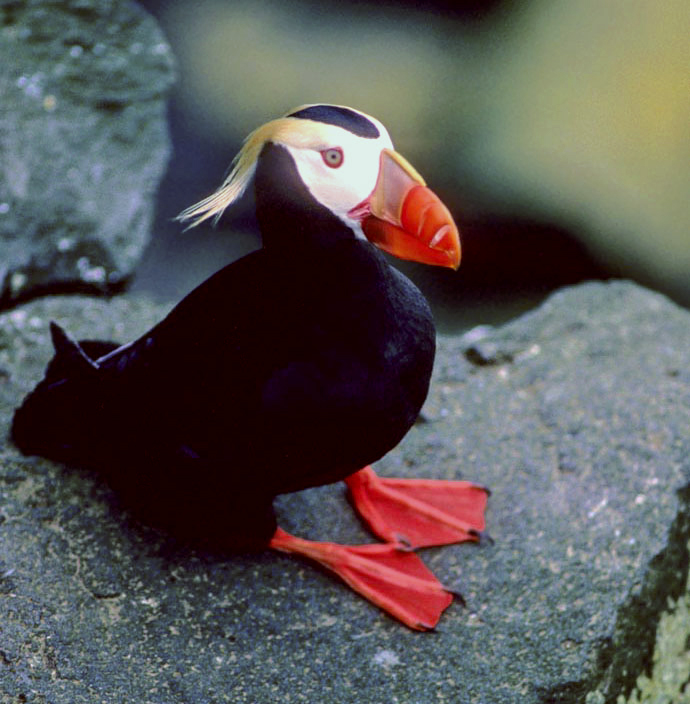
Tofslunne i häckningsdräkt.

Tofslunnen lever nästan uteslutande av fisk som de fångar genom att dyka ifrån havsytan. Adulta fåglar kan även äta mindre bläckfiskar och andra ryggradslösa djur. Födozoner kan befinna sig ute till havs långt bort ifrån häckningskolonin. De kan härbärgera stora mängder småfisk i näbben som de bär med sig till sina ungar.

### Predatorer
Tofslunnen utstår predation av ett antal rovfåglar som fjälluggla, vithövdad havsörn och pilgrimsfalk och däggdjur som fjällräv. Deras ägg tas även av trutar och korp.

## Tofslunnen och människan
Aleuterna och ainufolket i norra Stillahavsområdet jagade traditionellt tofslunnen som föda och för fjädrarna. Skinnet användes till slitstarka parkasar. Fjädrar och de silkiga tofsarna syddes fast i kläden som ornament. Idag är jakt på tofslunne förbjuden eller motarbetas över hela utbredningsområdet, och beståndet har stabiliserat Internationella naturvårdsunionen IUCN kategoriserar den därför som livskraftig (LC). Världspopulationen uppskattades 1996 till fler än 3,5 miljoner individer.